# Josh Sargent
Joshua Thomas „Josh” Sargent (ur. 20 lutego 2000 w O’Fallon) – amerykański piłkarz występujący na pozycji napastnika lub skrzydłowego w angielskim klubie Norwich City oraz w reprezentacji Stanów Zjednoczonych. Wychowanek St. Louis Scott Gallagher, w trakcie swojej kariery grał także w Werderze Brema.